# Murillo (futebolista)
Murillo Santiago Costa dos Santos (São Paulo, 4 de julho de 2002) é um futebolista brasileiro que atua como zagueiro. Atualmente defende o Nottingham Forest.

## Carreira

### Corinthians
Murillo começou sua carreira no futebol atuando nas categorias de base do São Caetano em 2013. Posteriormente, jogou também na base do ECUS e do São Bernardo.
Murillo entrou para a base do Corinthians em 2019, vindo do União Barbarense. No dia 16 de janeiro de 2023, após jogar a Copa São Paulo de Futebol Júnior no time Sub-20, o zagueiro foi promovido ao elenco principal.
Em 10 de fevereiro de 2023, Murillo renovou seu contrato até o final de 2025. Realizou sua estreia no time principal no dia 26 de abril, entrando no segundo tempo como substituto de Bruno Méndez na vitória por 2–0 em casa sobre o Remo, válida pela Copa do Brasil.
Murillo fez sua estreia na Série A em 29 de abril de 2023, começando como titular em uma derrota por 2–1 fora de casa contra o rival Palmeiras. Ele rapidamente se tornou titular regular sob o comando do técnico Vanderlei Luxemburgo durante a temporada, atraindo o interesse de vários clubes europeus, como Napoli, Manchester City e West Ham United.

### Nottingham Forest
Em 31 de agosto de 2023, Murillo assinou com o Nottingham Forest, da Premier League, por um contrato de cinco anos por uma taxa não revelada. Sua taxa foi relatada como 12 milhões de euros, com 3 milhões de euros adicionais em potenciais complementos. Murillo finalmente realizou sua estreia no dia 1 de outubro, contra o Brentford, cinco semanas após sua chegada.
Desde a primeira partida, o brasileiro disputou 36 partidas pelo Nottingham Forest, sendo quatro na Copa da Inglaterra e 32 na Premier League na temporada.
Desde então, passou a ser um jogador-chave para a equipe, sendo nomeado o jogador da temporada 2023–24 do Forest em reconhecimento às suas atuações. Em 10 de novembro de 2024, Murillo marcou seu primeiro gol profissional contra o Newcastle. Ele disse à comissão técnica do clube na semana anterior que sabia que marcaria seu primeiro gol nesta partida.
No dia 21 de janeiro de 2025, o zagueiro teve seu contrato renovado. Murillo assinou um novo vínculo válido até junho de 2029 — o anterior expirava no mesmo mês, mas em 2028.

## Seleção Nacional
Murillo recebeu sua primeira convocação para a Seleção Brasileira no dia 1 de novembro de 2024. Chamado pelo técnico Dorival Júnior, o defensor integrou o elenco para as partidas das Eliminatórias da Copa do Mundo de 2026 contra Venezuela e Uruguai.

## Vida pessoal
Nascido em São Paulo, Murillo perdeu o pai, torcedor do Corinthians de longa data e a pessoa que o levou a jogar futsal, aos 10 anos de idade.
| “         | Meu pai me levou para o futsal quando eu tinha seis anos. Era o grande sonho dele que eu jogasse no Corinthians, tenho certeza de que ele está feliz me vendo jogar no clube que ele sempre desejou e pelo qual torcia. | ” |
| — Murillo | |   |

## Prêmios individuais
Nottingham Forest
- Jogador da temporada do Nottingham Forest: 2023–24